# Papež Aleksander III.
Papež Aleksander III. (rojen kot Rolando Bandinelli iz rodbine Paperoni), papež katoliške Cerkve, * okrog 1100, Siena (Toskana, Sveto rimsko cesarstvo); † 30. avgust 1181 Civita Castellana blizu Viterba (Lacij, Papeška država, Sveto rimsko cesarstvo).

## Življenjepis
Rolando Bandinelli, ki izhaja iz rodbine Paperoni (ali Paparoni, Paparona), se je rodil v Sieni v Toskani okrog leta 1100. Njegov oče je bil Ranuccio Paperoni di Siena. Roland je bil najprej menih v Pisi, v samostanu Svetega Feliksa. Bil je tudi kanonik v Pisi. Postal je papeški legat, priznan pravnik, pisatelj, teolog in predavatelj cerkvenega prava na Bolonjski univerzi. Nedvomno je zelo dobro poznal sveto pismo, civilno in cerkveno pravo.
Kot duhovnik je imel priložnost spoznati cistercijana Bernarda, bodočega papeža Evgena III.. Ko je bil jeseni 1148 v mestu Bologna na obisku že kot papež Evgen III., je slišal marsikaj lepega o tem učenem in priljubljenem kleriku in ni minilo veliko časa, da ga je povabil v Rim. V kratkih presledkih ga je povišal konec 1150 v kardinala-diakona pri Sv. Kozmu in Damijanu, nato marca naslednje leto v kardinala-duhovnika pri Sv. Marku, in končno 1153 v kanclerja Apostolskega sedeža.   
Od tega trenutka dalje se je vedno bolj posvečal sodobni politiki; odločno se je opredelil za zvezo z Normani v nasprotju s takratno usmerjenostjo v prid Friderika Barbarossa. Ko je bil kot papeški legat v oktobru 1157 v Besançonu na srečanju z vladarjem, je prišlo do hudega spora med tema nasprotujočima si usmeritvama. Njemu pripisujejo glasovite besede, ki jih je izrekel ob razlagi papeškega pisma, v katerem papež očita vladarju, da ne izpolnjuje svojih dolžnosti do katoliške Cerkve: 
| Latinsko besedilo                                        | Slovenski prevod                                                |
| -------------------------------------------------------- | --------------------------------------------------------------- |
| "A quo ergo habet, si a domno papa non habet, imperium?" | »Od koga pač ima (vladar) vladarstvo, če ne od gospoda papeža?« |

To je povzročilo med nemškimi veljaki hudo razburjenje in enostranske razlage. 

## Papež

### Nemirne volitve
Po smrti Hadrijana IV. je bil izvoljen za papeža v Rimu ob podpori Normanov 7. septembra 1159. Moral je bežati iz Rima in je sprejel škofovsko posvečenje šele 20. septembra 1159 v Ninfi.
Po Hadrijanovi smrti se kardinali namreč niso mogli zediniti: večina kardinalov, ki je hotela ohranjati neodvisnost od nemškega cesarja, je 7. septembra 1159 izvolila Bandinellija, ki se je imenoval Aleksander III., cesarju naklonjena manjšina pa je isti dan izvolila protipapeža Viktorja IV. Temu so sledili še trije protipapeži, tako je razkol spet trajal do 1180. 
Aleksander III. je imel težave že pri svojem ustoličenju; v cerkvi sv. Petra so med slovesnostjo protipapeževi pristaši povzročili hude nemire. Kardinal Oktavijan mu je pred posvetitvijo za papeža ukradel plašč in se sam ogrnil z njim - v naglici celo narobe, kar je izzvalo splošen posmeh. 
Kot pravi papež, se tudi protipapež ni počutil varnega v Rimu; posvečenje je prejel v opatiji Farfi 4. oktobra 1159. 

### Spor in sprava
Cesar je hotel sedaj posredovati, da bi uredil zmešnjavo, ki so jo v celoti povzročili njegovi zastopniki, ter je povabil obtoženca pred nabito polno zborovanje v Paviji. Svojo pristranskost je pokazal že s tem, da je Oktavijana povabil kot Viktorja IV., a pravega papeža kot kardinala Orlanda. Papež Aleksander je zavrnil zahtevo, da bi prisostvoval temu krivičnemu sodišču 11. februarja 1160, ki je bilo predvideno za potrditev vsiljivca. Na razsodbo je Aleksander III. takoj odgovoril iz Anagnija ter izrekel slovesno izobčenje nad cesarjem ter razrešil njegove podložnike zaprisege zvestobe. 
To se je zgodilo na Veliki četrtek, 24. marca 1160. Takoj nato je Aleksander poslal nuncije k raznim evropskim kraljem in res: kmalu so prišla priznanja iz Francije, Anglije, Španije, Sicilije, Madžarske in tudi od grškega cesarja v Carigradu; tudi tri glavna gospodarska in politična italijanska središča: Benetke, Milano in Genova so bila naklonjena papežu. Poleg tega so bili na njegovi strani močni cerkveni redovi kot cistercijani in certozini. Cluny se je tokrat postavil na stran protipapeža Viktorja. 
Sredi leta 1161 se je Aleksander III. celo vrnil v Rim. Senat, ki so ga pred kakim mesecem znova vzpostavili, mu je bil naklonjen in je užival podporo Frangipanov – edine rimske plemiške rodbine, ki se je postavila zoper protipapeža. Tekom petnajstih dni se je mogel zadrževati v mestu in tudi posvetiti obnovljeno cerkev Sancta Maria Nova – ki je spadala pod področje, ki so ga nadzorovali Frangipani. Nato se je moral ponovno umakniti ter prenočevati v Palestrini in Ferentinu. Konec tega leta je odpotoval v Genovo, a za svojega vikarja v Večnem mestu je pustil kardinala Julija. 
Od tod je odplul v Francijo po morju, ki je bilo zelo razburkano, toda pričakalo ga je veliko navdušenje. 
Cesar je torej odkrito stopil na stran protipapeža Viktorja IV. po sinodi v Paviji 1160, s tem pa so se tudi silovito razvneli spori med papežem in cesarjem. Aleksander je našel močno oporo predvsem v Franciji, kjer se je zadrževal 1161-1165; po Viktorjevi smrti 1164 pa tudi v nemškem cesarstvu in v severni Italiji. Zveza lombardskih mest je trdnjavo, ki jo je zgradila 1168, po njem imenovala Alessandria. Barbarossa je podobno kot nekdaj Henrik III. skušal vzpostaviti svoje varuštvo nad Cerkvijo, vendar mu to ni uspelo. Pri Legnanu je 1176 pretrpel hud poraz, nakar je še mrzlica zdesetkala njegovo vojsko in so ga doletele nesreče in porazi drug za drugim. V tem so ljudje in on sam videli Božjo kazen ter je  moral nazadnje popustiti in slednjič sta se papež in cesar pobotala v Benetkah 1177.   

### Cesarjevo ponižanje
Obstaja otročja legenda, da je papež položil svojo nogo na vrat ležečega cesarja, ki pa ne ustreza zgodovinski resnici; nastala je šele v 16. stoletju in je rabila za protestantovsko propagando zoper katoličane ter za spodbujanja nemškega nacionalizma in ponosa v Lutrovih časih.  
Zgodovinsko dejstvo je, da je po vseh preizkušnjah in porazih cesar skesano prišel v Benetke prosit papeža, naj ga odveže od izobčenja. Čudna usoda! Ravno takrat je bila stoletnica, kar je cesar Henrik IV. prišel v Canosso, da bi prosil odpuščanja papeža Gregorja VII.. 
Legenda pravi, da je cesar Barbarossa padel po tleh, papež pa mu je z nogo stopil na vrat in rekel besede: »Stopal boš čez gada in modrasa, z nogo poteptal leva in zmaja” (Ps 90 /91/, 13). 

»Ne ti, ampak Peter!« – mu je oporekal cesar. 

»In jaz in Peter!« - je vztrajal papež. 

To je sicer izmišljena legenda. Je pa značilna podoba popolne zmage nad zelo nevarnim in silnim zmajem (=razkolom). 

### Štirje protipapeži
Aleksander je papeževal v nemirnih časih. Cesarju naklonjena stranka je izvolila za časa njegovega sorazmerno dolgega vladanja kar štiri protipapeže, ki so si sledili takole: Viktor IV. (1159-1164), Pashal III. (1164-1168), Kalist III. (1168-1178) ter Inocenc III. (1179-1180). 
Cerkveni razkol  je imel hujše posledice za cesarstvo kot za papeštvo in je trajal 17 let. Končal se je šele s cesarjevim hudim porazom v bitki pri Legnanu 1176, ko se je komaj rešil. To je prisililo ošabnega cesarja, da se je 1177 brezpogojno podvrgel papežu.  

## Enajsti vesoljni cerkveni zbor
Papež Aleksander je sklical in vodil enajsti vesoljni cerkveni zbor - Tretji lateranski koncil – ki se je odlikoval zlasti po tem, da je ostro obsodil podkupovanje, simonijo in obresti. Poskušal je zaman zedinjenje s carigrajsko Cerkvijo. Koncil je sprejel tudi določbe glede papeških volitev, ki so v glavnem v veljavi še danes, in sicer, da je za izvolitev papeža potrebna dvotretjinska večina kardinalskih glasov. 

### Dela
Aleksander je bil tudi plodovit pisatelj. Med drugim je napisal pomembna dela kot Decretum, Summa, Sentences. 

### Tomaž Becket
Angleški kralj Henrik II. je začel borbo s katoliško Cerkvijo, ki je trajala skozi deset let, začenši s Clarendonskimi členi 1164, ki so prepovedali sklicevanje duhovščine na Sveti sedež, jo podvrgli civilni sodni oblasti in zasegli velik del cerkvenega premoženja – čemur je nadškof nasprotoval. Aleksander je Tomaža v njegovem boju za svobodo in pravice Cerkve podprl. Na začetku je papež do teh odlokov bil sicer zelo strpen – kar pa si je kralj razlagal kot slabost. Ko je pa kralj v izbruhu jeze posredno dal povod za umor nadškofa Tomaža Becketa v canterburyjski stolnici 1170 - kar je kralj pozneje sicer iskreno obžaloval - mu je papež naložil 22. maja 1172 v avranški cerkvi hudo javno pokoro. Kralj jo je sprejel, preklical sporne člene in priznal fevdalno-vazalsko odvisnost kraljestva od Rimske Cerkve. Tri leta po njegovi smrti je papež Tomaža razglasil za svetnika. Leta 1174 je kralj Henrik po končani pokori na Tomaževem grobu začel Cerkev v njenem delovanju vsestransko podpirati.  

### Aleksander III. in Slovenci
Po posredovanju papeža Aleksandra III. so se 1159 v Žičah naselili kartuzijani. To je bila prva kartuzija na slovenskih tleh in tudi prva na tleh tedanjega Rimsko-nemškega cesarstva. Med 1167 in 1174 je bila ustanovljena kartuzija v Jurkloštru. Z listino, napisano 3. junija 1173 v Anagniju, je Aleksander III. to redovno postojanko sprejel v svoje varstvo. 31. marca 1177 je papež iz Benetk pisal menihom v Žičah ter jih spodbujal, »naj imajo neprestano pred očmi svetost in častitljivost svojega reda«; naznanil jim je, da je priporočil vojvodu Otokarju, naj jim bo naklonjen in naj jim vselej stoji ob strani. 
Leta 1177 je papež Aleksander spet vzpostavil škofijo v Kopru, ki je sicer nekaj časa še ostala pod upravo tržaškega škofa Bernarda; od 1186 pa je spet imela svoje redne škofe. 6. decembra 1179 je iz Velletrija poslal pismo, v katerem je razsodil v nekem sporu med koprskim škofom in piransko duhovščino. 

## Smrt in spomnin
Papež Aleksander je umrl v izgnanstvu v Civita Castellana blizu Viterba 30. avgusta 1181.
Njegove posmrtne ostanke so prenesli v Rim, kjer so ga pokopali v Lateranski baziliki. Ko je njegova krsta prispela v Rim, je »rimsko ljudstvo, ki je za življenja pred njim kot zmagovalcem trosilo po cesti cvetje, metalo sedaj na njegovo trugo kamenje.« 
Njegovo grobnico v Lateranu so poškodovali crteži (grafiti) sodrge, nakar je bila uničena v lateranskem požaru 1308 ali 1361; nov načrt zanjo so napravili v 17. stoletju. 

### De ansere custode
Malahijeva prerokba pravi o njem, da izhaja Od gosjega pastirja (latinsko De ansere custode; angleško From the guardian goose). Temu sledi razlaga, da izhaja iz družine Paparona. (latinsko De familia Paparona; angleško Of the Paparoni family).
Aleksander III. je menda bil iz družine Bandinella (ali Bandinelli), ki je bila pozneje znana kot družina Paparona (Paparoni ali Paperoni); izoblikovala si je gos za svoj grb; vendar nekateri dvomijo, da papež Aleksander III. izhaja iz te rodovine. 